# End of a Century
Singles de Blur
Parklife Country House
End of a century est le onzième single de Blur, extrait de l'album Parklife.

## Liste des titres
- CD (CDFOODS56)

1. End of a century
2. Red necks
3. Alex's song

- 7″ (FOOD56)

1. End of a century
2. Red necks

- Cassette (TCFOOD56)

1. End of a century
2. Red necks

### Version japonaise
- CD 3″ (TODP-2488)

1. End of a century
2. Red necks
3. Alex's song

### Version australienne
- CD (8818232)

1. End of a century
2. Red necks
3. Alex's song